# Deutsch-tadschikische Beziehungen
Die deutsch-tadschikischen Beziehungen beschreiben das bilaterale Verhältnis zwischen Tadschikistan und Deutschland.
Deutschland und Tadschikistan unterhalten seit 1992 diplomatische Beziehungen. Im selben Jahr wurde sowohl die deutsche Botschaft in Duschanbe als auch die tadschikische Botschaft in Berlin eröffnet. Bis zum Dezember 2001 war Deutschland das einzige Mitgliedsland der Europäischen Union (EU) mit einer Botschaft in der tadschikischen Hauptstadt Duschanbe.
Die Deutsch-Tadschikische Gesellschaft existiert seit 2001 und hat ihren Sitz in Berlin.

## Geschichte
Tadschikistan war seit 1929 eine eigenständige Sowjetrepublik. Im Jahr 1989 wurde Tadschikisch zur Amtssprache Tadschikistans. Anfang 1990 begann die EU, zu deren sechs Gründungsmitgliedern Deutschland zählt, in Zentralasien und somit auch in Tadschikistan aktiv zu werden. Die Basis dafür bildete ein 1989 unterschriebenes und 1990 in Kraft getretenes Handels- und Kooperationsabkommen mit der Sowjetunion. 1991 erfolgte die Unabhängigkeitserklärung Tadschikistans von der Sowjetunion und kurz darauf der Beitritt zur Gemeinschaft Unabhängiger Staaten (GUS). Die neu entstandene Republik Tadschikistan weigerte sich jedoch, die zuvor als Teil der Sowjetunion abgeschlossenen Vereinbarungen anzuerkennen, wodurch keine Übereinkunft mit der EU getroffen werden konnte.
Deutschland hingegen erkannte 1992 die unabhängige Republik an und gründete eine Botschaft in der Hauptstadt Duschanbe. Bis 2001 war es damit der einzige EU-Mitgliedstaat mit einer ständigen Vertretung in Tadschikistan. Im September 1992 kam es in Tadschikistan zu einem Bürgerkrieg zwischen der Regierung und islamischen Oppositionellen. Im Jahr 1994 wurde ein Waffenstillstandsabkommen beschlossen und Emomalij Rahmon wurde zum Staatspräsidenten gewählt. 1997 unterzeichneten die Regierung und die Vereinigte Tadschikische Opposition einen Friedensvertrag, womit der fünfjährige Bürgerkrieg beendet war. Im Jahr darauf kam es jedoch wieder zu Unruhen und schweren Gefechten zwischen Regierungstruppen und Einheiten der islamischen Opposition. Auf den Anschluss Tadschikistans an die Gemeinschaft Integrierter Staaten folgte 1999 die Auflösung der bewaffneten Einheiten der Vereinigten Tadschikischen Opposition. Präsident Rahmon wurde für weitere sieben Jahre gewählt.
Ende 2003 kam es schließlich zu einem Abkommen mit der EU, dessen Voraussetzungen die Verpflichtung zum Übergang in die freie Marktwirtschaft sowie die Entwicklung demokratischer Prinzipien waren. Das Hauptaugenmerk dieser Vereinbarung lag auf handels- und wirtschaftsbezogener Zusammenarbeit sowie dem politischen Dialog. 2006 wurde Rahmon ein drittes Mal im Präsidentenamt bestätigt.

## Allgemeine Beziehungen

### Interesse Deutschlands
Die Interessen Deutschlands an Zentralasien bestehen hauptsächlich aus der Modernisierung der staatlichen Infrastruktur. Die seit 1992 in Zentralasien geleistete Unterstützung Deutschlands zielte dabei konkret auf den Aufbau einer Marktwirtschaft, die Förderung des Finanz- und Gesundheitssektors sowie die Reform des Rechtswesens ab. Die Schwerpunkte in Tadschikistan waren Soforthilfe, Gesundheitsversorgung und Unterstützung der Landwirtschaft.
Das primäre Ziel (Stand 2005) der Bundesregierung in Zentralasien ist, zu einer nachhaltigen inneren und äußeren Stabilisierung beizutragen, vorrangig ist dabei die Bekämpfung der Armut. Dies stimmt auch mit den Zielen der Regierungen in den Partnerländern, zu denen Tadschikistan zählt, überein. In diesem Zusammenhang sicherte Deutschland 150 Millionen Euro an Geldern zur Entwicklungshilfe zu. Das macht Deutschland zum größten bilateralen Geber der europäischen Union in Zentralasien. In der Armutsbekämpfung und der damit zusammenhängenden Krisenprävention und Friedenssicherung sieht das Bundesministerium für wirtschaftliche Zusammenarbeit und Entwicklung (BMZ) die Hauptaufgabe. Diese könne am ehesten durch eine dichtere Vernetzung der zentralasiatischen Partnerregierungen erreicht werden. Dadurch würde auch die regionale Verbindung und Zusammenarbeit gestärkt werden.

### Staatsbesuche
Der tadschikische Staatspräsident Emomalij Rahmon weilte vom 12. bis 15. Dezember 2011 im Rahmen eines Staatsbesuchs in Berlin. Am ersten Tag ging es vor allem um die wirtschaftliche Beziehung zwischen den beiden Ländern, hierbei traf er auch den damaligen Bundesminister für Wirtschaft und Technologie, Philipp Rösler. Im Anschluss an das Gespräch der beiden wurden drei neue deutsch-tadschikische Vereinbarungen zu den Themen Gesundheit, Energie und Geowissenschaft unterzeichnet. Am 14. Dezember besuchte Rahmon den damaligen Bundespräsidenten Christian Wulff in dessen Berliner Amtssitz Schloss Bellevue. Nachmittags traf sich Rahmon mit Bundeskanzlerin Angela Merkel, die ihn zu einem Gespräch empfing und mit ihm anschließend eine Pressekonferenz abhielt.  Am 29. September 2023 besuchte der Präsident der Republik Tadschikistan, Emomali Rahmon, Berlin, um am ersten Gipfeltreffen „Zentralasien-Deutschland“ teilzunehmen. Im Rahmen dieses Besuchs traf sich Rahmon mit Bundespräsident Frank-Walter Steinmeier, Bundeskanzler Olaf Scholz sowie dem Vizekanzler und Bundesminister für Wirtschaft und Klimaschutz, Robert Habeck, zusammen.

### Politische Spannungen
Im Jahr 2013 kam es zu einer kleinen Verstimmung in der Beziehung zwischen Tadschikistan und Deutschland. In der Bundesrepublik wurden Berichte veröffentlicht, wonach die Familie des tadschikischen Präsidenten Luxus-Limousinen fahre, die in Deutschland gestohlen worden seien. Der damalige Außenamtssprecher Tadschikistans Abdulfajs Atojew wies diese Vorwürfe umgehend als unglaubwürdig zurück.
Eine Recherche des Journalisten Johannes Edelhoff (Panorama – die Reporter: Einsatz vor laufender Kamera) beweist jedoch, dass die Vorwürfe berechtigt sind und der Realität entsprechen.

## Wirtschaftliche Beziehungen
Die wirtschaftlichen Beziehungen von Deutschland und Tadschikistan sind momentan auf einem niedrigen Niveau. Die Importe aus Tadschikistan, hierbei handelte es sich vorrangig um Baumwolle und Aluminium, summierten sich 2014 auf gerade einmal 2,8 Millionen Euro. Die Exporte nach Tadschikistan, wobei es sich hauptsächlich um Elektrotechnik, Fahrzeuge, Fahrzeugteile und Maschinen handelte, erreichten hingegen 44,3 Millionen Euro. Tadschikistan ist dennoch mit einem Handelsvolumen von 47 Millionen Euro auf dem letzten Platz im deutschen Osthandel.
Im Mai 2015 machten Mitglieder des Ost-Ausschusses der Deutschen Wirtschaft eine Delegationsreise unter anderem nach Tadschikistan, wo sie von Premierminister Qochir Rasulsoda empfangen wurden. Hierbei besprachen sie in Duschanbe Projekte mit Vertretern der tadschikischen Wirtschaft. Essentiell zur Förderung einer funktionierenden Wirtschaft ist der Ausbau von Mikrofinanzdienstleistungen durch Kreditgenossenschaften, wodurch auch Möglichkeiten zur Selbsthilfe für den ärmsten Teil der Bevölkerung entstehen. Auch in Tadschikistan haben sich dadurch effektive Kooperationen, beispielsweise mit der Internationalen Finanz-Corporation (IFC), gebildet.

## Kulturelle Beziehungen

### Migration
Nachdem Katharina die Große in den 60er Jahren des 18. Jahrhunderts Privilegien für ausländische Bauern angeboten hatte, begann eine Massenumsiedlung von Deutschen in das damalige russische Imperium. Anfang des 19. Jahrhunderts entstanden ganze deutsche Dörfer im Norden Tadschikistans. Während des Zweiten Weltkrieges stieg die Anzahl an Deutschen in Zentralasien als Folge ihrer Deportation im europäischen Teil der Sowjetunion. Bei einer Volkszählung im Jahre 1989 wurden ca. 32.000 tadschikische Staatsbürger mit deutschen Wurzeln identifiziert, von denen etwa 20.000 Deutsch als ihre Erstsprache nannten. Seit Beginn des 21. Jahrhunderts wanderten jedoch viele tausende Deutsche aus Tadschikistan aus, sodass heute schätzungsweise noch ca. 1.500 übrig sind.
Seit Oktober 1990 besteht eine internationale Städtepartnerschaft zwischen der baden-württembergischen Stadt Reutlingen und der tadschikischen Hauptstadt Duschanbe. Seit 2001 sammelt die ehemalige SPD-Stadträtin Suse Gnant in Reutlingen Spendengelder, die dazu dienen sollen, Schulkinder zweier Schulen in Duschanbe zu ernähren. Zusätzlich werden von den generierten Spendengeldern warme Kleider und Schuhe besorgt, wodurch es den Kindern ermöglicht wird, auch im Winter zur Schule zu gehen. Die Städtepartnerschaft zwischen Reutlingen und Duschanbe feierte im Herbst 2015 ihr 25-jähriges Jubiläum und konnte im Rahmen der Spendenaktion bis zum Jahr 2018 insgesamt über 150.000 € für Kinder aus Duschanbe einnehmen.
Die Bundesregierung setzt sich in Tadschikistan, dem ärmsten Land Zentralasiens, für eine Verbesserung der Grundbildung, vor allem in ruralen Gegenden, ein. Dieses Ziel versucht sie durch den Aufbau von Schulen zu erreichen.

„Die Bundesregierung betreibt seit Jahren eine Politik der Beihilfe vor Ort und unterstützt die deutsche Minderheit mit Begegnungsstätten, Sprachkursen, Jugendarbeit sowie Aus- und Fortbildung durch GTZ, das Goethe-Institut und die Botschaft.“

### Bildung
„In Tadschikistan orientieren sich viele junge Menschen verstärkt in Richtung Mittlerer Osten, nicht nach Europa.“

 Dazu passt Kabiris Aussage, in der er ergänzt, dass nur etwa 400 tadschikische Studenten in Europa und Nordamerika studieren. Im Iran studieren vergleichsweise 500 tadschikische Studenten. Dies zeigt das geringe Interesse, welches vor allem junge Tadschiken an Europa haben.
Im Jahr 2010 wurde in Duschanbe ein vom Goethe-Institut gegründetes Sprachlernzentrum eröffnet. Angeboten werden alle Niveaustufen des GERs, von A1 bis C1. Ziel ist es Deutschkurse von höchstem Niveau anzubieten. Jedoch wird auch die Möglichkeit geboten, Grundkenntnisse in kurzer Zeit zu erlangen. Einige Absolventen der Schule studieren bereits in Deutschland.
Jährlich werden insgesamt ca. 65 Stipendien, sowohl vom DAAD als auch vom Pädagogischen Austauschdienst vergeben. Zudem nimmt das Deutsche Archäologische Institut (DAI) in Tadschikistan seit vielen Jahren Ausgrabungen vor, in Zusammenarbeit mit dem Archäologischen Museum Duschanbe.

### Humanitäre Hilfe
Die deutsche Organisation Ärzte ohne Grenzen ist seit 1997 in Tadschikistan aktiv. Sie konzentrierte sich zunächst auf die Behandlung von Kindern und Jugendlichen unter 18 Jahren, die unter resistenten Tuberkulose-Formen litten. Diese wurden vorher selten bis gar nicht behandelt und wenn, dann nur mit Standard-Medikamenten gegen Tuberkulose. Ärzte ohne Grenzen kooperierte dabei mit dem Gesundheitsministerium und blieb zunächst die einzige Organisation, die eine solche Hilfe anbot. Nach und nach übernahm man weitere Aufgaben in dem zentralasiatischen Land. Da Gespräche mit dem Globalen Fonds und dem Entwicklungsprogramm der Vereinten Nationen Erfolg hatten, weiteten sich die Behandlungen aus.

## Rechtliche Beziehungen
Aus der im Oktober 2011, während der tadschikisch-deutschen Regierungsberatungen erarbeiteten Vereinbarung, welche eine Erhöhung der Finanzierung des Projektes Unterstützung der Rechts- und Justizreformen vorsah, resultierte eine gute Zusammenarbeit zwischen dem tadschikischen und deutschen Justizministerium. Das tadschikische Zivilprozessgesetz, das Gesetz über die Wirtschaftsgerichtsbarkeit und das Gesetz zum Zwangsvollstreckungsverfahren wurden mit Unterstützung der Deutschen Gesellschaft für technische Zusammenarbeit verfasst. Das Gesetz über Genossenschaften wurde ebenfalls nach deutschem Vorbild ausgearbeitet. Des Weiteren besteht Interesse an einer Fortführung der Zusammenarbeit bezüglich der Gesetzgebung im Verfassungsrecht und im Privat- und Wirtschaftsrecht.